# Delmore Schwartz
Delmore Schwartz (8. prosince 1913 – 11. července 1966) byl americký básník a autor povídek. V roce 1930 mu zemřel otec ve věku 49 let. V roce 1959 se stal nejmladším držitelem ceny Bollingen Prize. Později vyučoval na několika vysokých školách, včetně Syracuse, Princeton a Kenyon College. Mezi jeho žáky na Syracuse University patřil i Lou Reed, který mu rok po jeho smrti věnoval píseň „European Son“ na albu The Velvet Underground & Nico skupiny The Velvet Underground. V roce 1982 mu věnoval ještě píseň „My House“ ze svého alba The Blue Mask.